# Ах туго, туго
Ах туго, туго је шести студијски албум Елме Синановић издат 2003. године на аудио-касети и CDу за издавачку кућу Grand Production. Текстове песама јој је написао Александар Марјан.

## Списак песама
| №   | Назив                 | Трајање |  |
| 1.  | Ах туго, туго         |         |  |
| 2.  | Волим те              |         |  |
| 3.  | Хајде приђи           |         |  |
| 4.  | Сат што касни         |         |  |
| 5.  | Одведи ме             |         |  |
| 6.  | Страдала, патила      |         |  |
| 7.  | Ништа лично           |         |  |
| 8.  | Једну суза желим      |         |  |
| 9.  | Није ветар, није киша |         |  |
| 10. | Лоша ти је процен     |         |  |

### Обраде песама
Елма је обрадила следеће песме на овом албуму:
- 2. Волим те (оригинал: Деспина Ванди - )
- 4. Сат што касни (оригинал: Деспина Ванди - )
- 7. Ништа лично (оригинал: Деспина Ванди - )